# Ourinhos
Ourinhos város Brazíliában, São Paulo államban. Lakosainak száma 103 970 fő (2022). Ourinhos Santa Cruz do Rio Pardo, Canitar, Jacarezinho, Salto Grande és São Pedro do Turvo községekkel határos.

## Népesség
A település népességének változása:
| Lakosok száma | 93 868 | 103 035 | 110 282 | 115 139 | 103 970 |
|               | 2000   | 2010    | 2015    | 2021    | 2022    |